# Echinodontiaceae
Echinodontiaceae Donk) – rodzina grzybów należąca do rzędu gołąbkowców (Russulales).

## Systematyka
Pozycja w klasyfikacji według Index Fungorum: Echinodontiaceae, Russulales, Incertae sedis, Agaricomycetes, Agaricomycotina, Basidiomycota, Fungi.
Według aktualizowanej klasyfikacji Index Fungorum bazującej na Dictionary of the Fungi do rodziny tej należą rodzaje: 
- Amylostereum Boidin 1958 – skórniczek
- Echinodontiellum S.H. He & Nakasone 2017
- Echinodontium Ellis & Everh. 1900
- Larssoniporia Y.C. Dai, Jia J. Chen & B.K. Cui 2015

Nazwy polskie według W. Wojewody.